# Gvanozin-trifosfat
Gvanozin trifosfat (GTP) je nukleotid. Biološki je derivat gvanozina. Purinski je nukleozidni trifosfat. Ova je molekula važna u prijenosu energije unutar stanice.
Nastaje fosforilacijom gvanozin-difosfata. Energiju za tu fosforilaciju daje sukcinil-CoA koji nastaje kad posredna molekula ciklusa limunske kiseline α-ketoglutarat reagira s koenzimom A (CoA) i oksidativno se dekarboksilira.